# Coulonges-les-Sablons
Coulonges-les-Sablons är en kommun i departementet Orne i regionen Normandie i nordvästra Frankrike. Kommunen ligger i kantonen Rémalard som tillhör arrondissementet Mortagne-au-Perche. År 2018 hade Coulonges-les-Sablons 416 invånare.

## Befolkningsutveckling
Antalet invånare i kommunen Coulonges-les-Sablons
| Referens: INSEE |